# 津吉巴尔之战

## 進程
2012年5月28日，自称基地组织的反叛者佔領阿比揚省并宣称立国。
6月1日，佔領舍卜沃省阿贊市
6月28日起 基地組織開始向亞丁省進攻，導致6人死亡
根据华盛顿邮报和多家媒体报导，自称基地组织的反叛者以伊斯兰极端分子为主，其中包含有基地组织成员。
7月至9月，也门政府军对该地进行了多次进攻，基本控制了有关地区。

## “伊斯兰酋长国”
2011年5月28日，基地组织阿拉伯半岛分支宣称在占领的也门南部城市建立新的伊斯兰酋长国，首都为也门南部城市津吉巴尔。